# Calodesma eucyanoides
Calodesma eucyanoides är en fjärilsart som beskrevs av Erich Martin Hering 1925. Calodesma eucyanoides ingår i släktet Calodesma och familjen björnspinnare. Inga underarter finns listade i Catalogue of Life.